# Anyphops tugelanus
Espèce
Synonymes
- Selenops tugelanus Lawrence, 1942

Anyphops tugelanus est une espèce d'araignées aranéomorphes de la famille des Selenopidae.

## Distribution
Cette espèce est endémique du Cap-Oriental en Afrique du Sud,. Elle se rencontre vers Middledrift.

## Publication originale
- Lawrence, 1942 : A contribution to the araneid fauna of Natal and Zululand. Annals of the Natal Museum, vol. 10, p. 141-190.